# Глибоко під водою
"Глибоко під водою" (2017) — роман-триллер британської авторки Поли Гоукінз.  Це другий повнометражний трилер Гоукінз, який слідує за успіхом "Дівчини у потягу".
Незважаючи на те, що роман вдався до успіху, ставши бестселером Sunday Times  та виступаючи на The Best York Fiction Best Sellers 2017 року ,  прийом критиків не був таким позитивним, як це було для її дебютного трилера. Кілька критиків були збентежені безліччю персонажів (історія розповідається з точки зору 11 персонажів) та схожістю їхніх голосів.
У лютому 2017 року, до того , як книга була опублікована, Variety повідомив , що "батько" DreamWorks Amblin Partners придбав права на екранізацію, а Марка Платта (Ла-Ла Ленд)   і Джареда Лебофф запропонував в якості виробників.

## Сюжет
"Бережіться тихої води, адже ви не знаєте, що ховається під нею".
Затон Утоплениць біля тихого англійського містечка Бекфорд. Над ним — стрімка скеля, з якої протягом століть за загадкових обставин стрибали чи падали в темну воду жінки. Дівчинку-підлітка Ліббі втопили за підозрою в тому, що вона відьма, а зовсім нещодавно самогубство вчинила її ровесниця Кейті ... Але сюжет починається з історії останньої «жертви» Затона. Письменниця Нел Еббот, зачарована моторошними переказами та легендами, починає писати роман про це місце... А потім її тіло знаходять у затоні. Невже вона вирішила стати героїнею власного проекту і стрибнула на зустріч смерті? Дочка Нелл Ліна, яка всі роки була поруч, впевнена, що так. А сестра Джулс, з якої Нелл не спілкувалася довгий час, сумнівається. Починається розслідування, і невдовзі стає зрозуміло, що мешканці містечка щось приховують. Їхню свідомість віками отруює зло, що ховається в обтяжених чорними таємницями водах затону. Кожен з цих людей має свій зловісний секрет. Чи встигне слідчий Шон Траусенд розгадати його до того, як вода затону прийме в свої глибини нову жертву?

## Герої
- Нелл — сестра однієї із головних героїнь роману, письменниця.

- Кейті — краща подруга Ліни, дочки Нелл.
- Ліна — дочка Нелл.
- Патрік Таунсенд — поліціянт.
- Джулс — сестра Нелл, сестра-невдаха.
- Алек — чоловік Луїзи.
- Луїза — мати Кейті.
- Нікі — вічний споглядач з вікна, подруга Нелл.
- Марк — викладач дочки Нелл, Ліни.

## Сприйняття
Вебсайт рецензій Book Marks повідомив, що 63% критиків різко розкритикували книгу, тоді як 19% та 6% критиків висловили "змішане" або "позитивне" враження. Ще 13% критиків дали книзі "захоплені" рецензії, спираючись на вибірку з 16 рецензій. На відміну від загального визнання Гоукінз, отриманого за «Дівчину у потягу», «Глибоко під водою» отримала неоднозначні відгуки.  
Визнаючи виклик написання 11 окремих оповідальних голосів, романіст злочинів Вел Макдермід написала в The Guardian, що подібність тону та суті персонажів робить його майже неможливим розрізнити один від одного, що в кінцевому підсумку призводить до одноманітності і заплутаності ; крім того, це не відображає мовленнєвих моделей Нортумберленду. МакДермід робить висновок, що продажі будуть набагато вищими, ніж задоволення читачів.  
Аналогічно, Independent's Sally Newall каже, що голоси не були "досить чіткими". Вона була напівзахоплена романом, але виявила, що безліч персонажів ускладнювали процес пильнування за кожним з них або розуміння остаточного розкриття.  Пишучи в The New York Times, Джанет Маслін писала, що метою Гоукінз може бути побудова напруженості, але все, чого вона домагається - плутанина і "Глибоко під водою" забита дрібними персонажами та історіями, які нікуди не приводять.   
Державний діяч Лео Робсон написав: "Більшу частину роман правдоподібний і похмурий." Він оцінив написання як "звикання" і додав, що роман "нарівні з" Дівчиною у потягу ".   
Джоселін МакКлург для USA Today також пропонує похвалу, припускаючи, що "Гоукінз, під впливом Хічкока, має кінематографічне око і вухо для моторошної, евокативної мови". 

## Переклади
В Україні видання з'явилося вже через місяць після виходу в Англії і США! За що варто подякувати видавництво «Клуб Сімейного Дозвілля». Щоправда поспіх з видавництвом українською, напевне, став причиною недостатньо високої якості українського перекладу. Один із рецензентів зазначив: "Під кінець книги у мене уже око почало смикатись! Не від самого роману, а від цього жахливого перекладу, що інколи доводилось перечитувати по декілька разів одне і теж саме, бо переклад був схожий на «я твоя понімать». І плюс нескінченна купа абсурдних помилок, склалося враження що всю книгу набрали на телефоні і Т9 не впорався зі своїм завданням."
У 2017 році Алі Кайн з тегеранського видавництва "Kuleh Poshty Publications" заявив, що компанія отримала право перекладати книгу в Ірані після того, як «Qane» попросила дозволу автора зробити це через телефонний дзвінок; він заявив, що п’ять співробітників компанії перекладають різні частини книги.

## Варто прочитати
Варто прочитати тим, кому сподобалася книга «Дівчина у потягу» , тому що у них все ж багато спільного. А ще тим, хто любить містичні трилери та історії про загадкові провінційні містечка. Це хороша книга в дорогу або на один довгий вільний вечір, коли хочеться зануритися в сюжет роману і прокинутися, тільки дочитавши останню сторінку. Ця книга для поціновувачів детективів-новинок. 

## Цитати
"Коли чоловік заводить роман, чому дружина завжди ненавидить іншу жінку? Чому не свого чоловіка? Це він її зрадив, це він клявся любити її вічно і все таке. Так чому ж не його зіштовхують вниз з проклятого обриву?"
"Дивно - це не обов'язково погано. Дивне може бути хорошим."
"Як дивно, що батьки вважають, ніби знають і розуміють своїх дітей. Хіба вони не пам'ятають, що відчували у вісімнадцять, п'ятнадцять або дванадцять років? Може, народивши дитину, людина забуває, якою сама була тоді."
"Біль здається не такою сильною, а приниження не таким гірким, якщо іншим про них нічого не відомо."
"Я не можу запам'ятати те, що хочу, а те, що намагаюся забути, продовжує спливати в пам'яті."
"Показувати свій біль іншим - остання справа, хіба не так? Я не хотіла виглядати слабкою або залежною, тому що з такими ніхто не хоче спілкуватися."

"Трапитися може всяке. Почувши стукіт копит, ми розраховуємо побачити коней, але не можна виключати і зебр."